# Dicaelotus orbitalis
Dicaelotus orbitalis är en stekelart som beskrevs av Thomson 1891. Dicaelotus orbitalis ingår i släktet Dicaelotus och familjen brokparasitsteklar. Arten är reproducerande i Sverige. Inga underarter finns listade i Catalogue of Life.